# Mesoligia brunnea-reticulata
Mesoligia brunnea-reticulata är en fjärilsart som beskrevs av Tutt 1891. Mesoligia brunnea-reticulata ingår i släktet Mesoligia och familjen nattflyn. Inga underarter finns listade i Catalogue of Life.